# Ingrid Sandahl (rymdfysiker)
Ingrid Sandahl, född 6 oktober 1949, död 5 maj 2011, var en svensk professor i rymdfysik, verksam vid Institutet för rymdfysik i Kiruna, och ledamot av Kungliga vetenskapsakademien. Hennes forskning rörde främst norrsken, om vilket hon också skrev en populärvetenskaplig bok.